# There She Is!!
There She Is!! – seria animacji flash, wyprodukowana przez trzyosobowe studio SamBakZa. Animacja ta stała się szczególnie popularna wiosną 2004 roku, kiedy została pokazana amerykańskiej i europejskiej widowni, szczególnie ze względu na klasyczne elementy stylu manhwa i wysokiej jakości animację, gdzie postaci poruszają się płynnie i naturalnie. Pierwszy epizod wywołał ogromny pozytywny odzew wśród internautów, włączając fan art, pod wpływem którego studio SamBakZa postanowiło stworzyć kolejne epizody.
W 2004 roku na festiwalu animacji Anima Mundi w Brazylii, animacja zdobyła pierwsze miejsce, zarówno w ocenie jury, jak i w ocenie publiczności. To pozwoliło na zdobycie nagrody Special Award Anima Mundi Web.
Prawo do dystrybucji serii posiada firma Gyeonggi Digital Contents Agency (GDCA).
Studio SamBakZa zostało przeniesione do Production Support Center w Gyeonggi-do Bucheon-si. Studio SamBakZa oświadczyło, że przygotuje system rejestracji, na mającej powstać stronie internetowej, oraz że będzie informować mailowo zarejestrowane osoby o ukazywaniu się kolejnych epizodów.
Do maja 2010 roku, pięć epizodów serii zostało obejrzanych w serwisie Newgrounds ponad 10 milionów razy.
16 czerwca 2018 roku oficjalny remaster całego serialu dostępny na kanale YouTube jednego z autorów otrzymał polskie napisy dialogowe, co zostało ogłoszone przez SamBakZę na blogu w serwisie Newgrounds i samego autora napisów poprzez fanowską stronę kreskówki na Facebooku.

## Bohaterowie
Doki (kor. tokki, "królik") – królik płci żeńskiej, jest szaleńczo zakochana w Nabim i uważa wszystkich za swoich przyjaciół. Ma zwyczaj zawiązywania zielonych wstążek każdemu zwierzątku, z którym się przyjaźni.
Nabi (kor. goyang, "kotek") – kot płci męskiej, obiekt miłosnych zainteresowań Doki. Z początku niechętnie patrzy na odwzajemnienie jej uczuć, uważając jej figle za denerwujące, lecz z czasem zaczyna ją tolerować i ewentualnie odwzajemnić uczucie. Nosi zielony szalik i sprawia wrażenie, że ma umiejętności w sztukach walki. W epizodzie 3 zostało pokazane, że pracuje jako gazeciarz. Imię Nabiego tłumaczy się, jako "motyl", prawdopodobnie ze względu na fakt, iż Nabi to popularne w Korei Południowej imię dla kota.
Jjintta Set (Grupa Jjintta, tłumaczone jako "Grupa Głupków") – gang trzech brutalnych, szczególnie kudłatych królików: Il-ho – lider, o którym nie ma do końca pewności czy jest bratem Doki, czy może kocha się w niej. Szczególną niechęcią darzy Nabiego; Yi-ho – nosi opaskę na oko i jest zakochany w członkini zespołu muzycznego, pojawiającego się w drugim epizodzie; Sam-ho – nosi maseczkę medyczną i zdaję się być mniej rozgarnięty, niż jego koledzy (lub bracia).
Zespół – gdy strona internetowa nie dostarczyła o nich żadnych informacji, zostali przedstawieni w epizodzie 2. Zespół składa się z Pi – kotki grającej na instrumentach klawiszowych; Moon – królika, gitarzysty, oraz Red Eyes – wysokiego królika w ciemnych okularach, który pierwotnie został stworzony, jako przeciwnik miłości pomiędzy kotami i królikami.
Hana (tłumaczone, jako "jedyna") – kotka i ewidentna właścicielka zespołu. Jest bardzo uprzejma, szczególnie względem Doki i Nabiego, i ma bezgraniczne zaufanie do swojego ochroniarza, Pizzy.
Pizza (kor. Pijja) – duży kot, ochroniarz Hany. Ma widoczną bliznę przy prawym oku, ale nie wiadomo jak powstała.
Gray Rabbit (Szary Królik) – duży królik, zakochany w Hanie. Często przedstawiany z bukietem kwiatów.

## There she is!!
Pierwszy epizod serii został opublikowany w Internecie 20 kwietnia 2003 roku. Piosenka z tego epizodu to utwór zespołu Witches – "There she is".
Fabuła obraca się wokół Doki, króliczki spotykającej, zakochującej się i goniącej kota Nabiego w świecie, gdzie miłość pomiędzy dwoma gatunkami jest nieakceptowana przez społeczeństwo. Tematem epizodu jest fakt, że każda miłość może być zaakceptowana i dostać swoją szansę. Nabi próbuje wyleczyć Doki z zauroczenia, ale po ujrzeniu ogromu jej miłości poddaje się i szuka w niej czegoś, co mógłby polubić.
Anglojęzyczna wersja umieszczona na stronie studia SamBakZa, opublikowana w 2004 roku, została entuzjastycznie przyjęta. Imiona bohaterów nie zostały ujawnione do 2006 roku, gdy trwały przygotowania do kolejnych epizodów (3-5).
"There she is!!" dostała nominację zarówno w kategorii Professional Award, jak i Cyber Jury Award na festiwalu Anima Mundi Festival w Rio de Janeiro, w 2004 roku. Animacja wygrała w obu tych kategoriach.

## There she is!! Step 2 – Cake Dance
Drugi epizod serii, There she is!! Step 2 – Cake Dance został umieszczony przez studio SamBakZa na oficjalnej stronie 25 lutego 2005 roku. Piosenka z filmu, to utwór zespołu Bulldog Mansion – "Happy Birthday to Me".
Tak jak poprzednik, epizod zawiera klasyczne elementy manhwa, ale także dużą ilość pełnej animacji. Nabi próbuje dostarczyć tort na urodziny Doki, mijając różne przeszkody łącznie z Jjintta Set, którzy atakują go, po tym jak przypadkiem na nich wpada (dodając niechęć do innego gatunku oraz przekonanie, prawdopodobnie Il-ho, że Nabi zmusił Doki do związku, pomimo że było odwrotnie).
Jest to też sytuacja zbliżona do ostatnich scen, kiedy Doki i Nabi (oraz cała reszta przyjaciół) zostaje wyrzucona z kawiarni, po tym jak Doki publicznie okazała swoje uczucia do Nabiego. Właściciel kawiarni jasno pokazuje uprzedzenie do związków różnych gatunków, umieszczając na drzwiach wywieszkę "anty-międzygatunkową". Jest to zapowiedzią wydarzeń, mających miejsce w epizodzie 4. Na końcu Nabi podbiega to młodszej króliczki, która wydaje się być w podobnej sytuacji, w której był Nabi na początku epizodu, i oferuje jej bezpieczne przejście ulicą z jej tortem.

## There she is!! Step 3 – Doki and Nabi
There she is!! Step 3 rozpoczyna głęboką trylogię sequeli poprzednich dwóch epizodów. Premiera miała miejsce w maju 2008 roku na festiwalu SICAF (Seoul International Cartoon & Animation Festival) i została opublikowana w sieci 30 maja. Piosenka z filmu to utwór zespołu T.A.Copy – "Sam-cha Seong-jing", tłumaczone jako "trzeciorzędna cecha płciowa".
Ten epizod odtwarza pierwszą randkę Doki i Nabiego. Nabi staje się niechętnym odbiorcą miłości Doki, ale zaczyna się odwzajemniać z biegiem czasu. Jjintta Set i ich sprzeciw topnieje, gdy Doki przytula Il-ho, a potem przekształca to w coś, w rodzaju nelsona. Na końcu Nabi prosi Doki o drugą randkę i ich związek dojrzewa do wzajemnego romansu. Doki i Nabi ostatecznie całują się pod koniec epizodu. Temat międzygatunkowości jest bardziej wyraźny w tej części, tak jak konsekwencje: epizod kończy się kamieniem, wpadającym przez szybę do domu Nabiego.

## There she is!! Step 4 – Paradise
Czwarty epizod, There she is! Step 4 – Paradise, został opublikowany 20 sierpnia 2008 roku. Piosenka z filmu to utwór grupy Tabu – "Wolsik", z albumu A Lunar Eclipse.
W tym epizodzie, przywódcy zajmują się buntem społecznym przeciwko międzygatunkowości: Doki zostaje pobita przez wściekły tłum i trafia do szpitala. W obawie przed tym, że przeciwnicy mogą zrobić jeszcze większą krzywdę Doki, Nabi nagle kończy znajomość, wywieszając anty-międzygatunkową tabliczkę na drzwiach swojego domu. Doki rozważała poproszenie go, aby razem wyjechali do "Raju", prawdopodobnie miejsca gdzie międzygatunkowość jest akceptowana. Nie zorientowała się, że Il-ho ją śledził. Il-ho stawia czoła odizolowanemu Nabiemu, by dosłownie "nabić mu rozumu do głowy", ale jego zachowanie wywołuje reakcję zwolenników międzygatunkowości, którzy przypuszczają, że złośliwie atakuje Nabiego. Il-ho odwraca się by odejść i napotyka zwolenników międzygatunkowości na swej drodze. Sfrustrowany, bije tłum na oślep, ale tylko omyłkowo trafia swojego kolegę Yi-ho. To wywołuje zamieszki pomiędzy zwolennikami i przeciwnikami międzygatunkowości.
Doki próbuje się skontaktować z Nabim, ale on nie może odebrać telefonu, gdyż został aresztowany razem z Il-ho. Przypuszczając, że Nabi nie chce mieć z nią dłużej już nic wspólnego, Doki traci całą nadzieję i decyduje się wyjechać do "Raju" sama, zaraz po tym jak zrzuca telefon z dachu swojego domu.
Ten epizod jest znacznie mroczniejszy, niż poprzednie. Jest głównie zrealizowany w czerni i bieli, z firmowym znakiem Nabiego – zielonym szalikiem, wiecznie zarumienionymi policzkami Doki i jej różową kokardką oraz kolorowymi znakami protestu. Z biegiem trwania epizodu, szalik Nabiego stopniowo szarzeje. Kiedy poddaje się uprzedzeniom i zrywa z Doki, jego szalik staje się całkiem szary, oznaczając utratę wyjątkowości; W tym sposobie użycia koloru do wpływania na wyobraźnię, można dostrzec wpływ nowego sponsora studia SamBakZa, którego celem było zwiększenie możliwości technicznych. Pod koniec epizodu znak firmowy Doki – różowa kokardka i zarumienione policzki – także szarzeją, gdy traci nadzieję, że Nabi kiedykolwiek ją pokocha. W serwisie Newgrounds zostało ujawnione, iż autorzy myśleli, że ludzie nie polubią tego odcinka, bo jest zbyt poważny.

## There she is!! Final Step – Imagine
Ostatni epizod serii There she is!! zadebiutował 9 grudnia 2008 roku w Joongang Cinema, gdzie razem z nim zostały wyświetlone pozostałe epizody. Strona internetowa zablokowała się po wydaniu piątego epizodu, z powodu niewyobrażalnego zainteresowania serią. Piosenka z filmu to utwór zespołu Brunch – "Imagine". Intro zawiera przearanżowaną wersję tradycyjnej angielskiej melodii Greensleeves – pod nazwą "Greensleeves to a Ground". Nazwa nawiązuje do zielonego koloru oraz odnosi do tekstu. Napisy końcowe ilustruje piosenka "There she is!!" w zmienionej aranżacji.
W tym epizodzie, Doki zawiązuje zieloną wstążkę na gałęzi drzewa, po czym rusza w drogę do "Raju". Nabi, po wyjściu z aresztu, siedzi na ławce obok zdemolowanych automatów gdzie poznał Doki. Tuż obok ławki znajduje małego, żółtego, porzuconego kurczaczka. Ratuje go przed rozjechaniem przez samochód i razem natrafiają na drzewo, udekorowane zielonymi wstążkami, reprezentującymi nadzieję oraz życzenia ludzi o zmianach. W Azji, wiązanie wstążki na drzewie i pomyślenie życzenia wyraża to, jak bardzo prosisz bogów o to, by to, w co wierzysz się spełniło. Zainspirowany tym, że na pewno nie jest sam w swoim przekonaniu, że miłość między kotami i królikami nie powinna być dyskryminowana, Nabi postanawia dogonić swoją miłość, jego szalik znowu staje się zielony. W drodze spotyka Jjintta Set. Po tym jak Nabi się zmienia, Il-ho, Hana, i Gray Rabbit eskortują go na lotnisko.
Na lotnisku Pizza chroni Doki przed demonstrantami do czasu przybycia Nabiego. Po ich spotkaniu para robi uniki przed rzucanymi w nich przedmiotami, co przypomina taniec z fantazji Doki, z pierwszego epizodu. Gdy opuszczają lotnisko, dają nadzieję dla związków pomiędzy kotami i królikami: Hana uśmiecha się do Gray Rabbit'a, który oferuje jej kwiaty, Yi-ho rumieni się w towarzystwie Pi, kociej członkini zespołu, tylko Pizza wyciera jajko rzucone w Doki, o jednego z demonstrantów. Podczas gdy słyszymy końcową piosenkę, Nabi i Doki czyszczą graffiti z automatów, gdzie pierwszy raz się spotkali, i kończą wspólnym toastem. Drzewo nieopodal, na którym zawieszone były wstążki, teraz pokrywa się zielonymi liśćmi, oznaczając, że ludzkie marzenia zaczynają się spełniać.

## Rynek
Powstało wiele próśb o różne towary dotyczące There she is!!, takie jak koszulki i płyty DVD. Jak dotąd, studio SamBakZa nie udostępniło niczego, pomimo że zasugerowało wydanie DVD.
Potocznie uważa się, że brak zaangażowania ma swoje źródło w wymogach prawnych, dotyczących praw autorskich, wynikających ze współpracy z GDCA.